# Jotdog
Jotdog (estilizado como JotDog) é um grupo musical mexicano surgido em 2009. É formado por María Barracuda (composição e vocal) e Jorge "Chiquis" Amaro (baixo, bateria, guitarra, teclado e vocal). Inicialmente, o grupo tinha como base a música eletrônica, mas nos últimos anos passou a incorporar elementos de outros estilos musicais. Suas canções se destacam por serem melódicas e por falarem sempre de amores não correspondidos.  Seu álbum de estreia lançado em 2009 em que contêm onze faixas, conseguiu indicações ao Grammy Latino e ao Prêmio Oye!.

## Antecedentes
Jotdog foi inicialmente formado em 2009 pelos membros María Barracuda, Alejandro "Midi" Ortega e Jorge "Chiquis" Amaro. Os três já tinham suas próprias carreiras na música antes de formarem o grupo. Amaro já tinha sido membro das bandas mexicanas Fobia, Neon, Rostros Ocultos e Kenny y los Eléctricos, assim como produtor, engenheiro de som e arranjador de outros artistas como Natalia Lafourcade, Maná, Ricardo Arjona, Timbiriche, and Víctimas del Doctor Cerebro. Barracuda tinha uma carreira solo como cantora.
Amaro e Barracúda já trabalhavam juntos desde 2005, gravando covers de outros artistas de música pop, tanto que acabou surgindo canções inéditas, que posteriormente seriam incluídos em seu álbum de estreia. A dupla acabou levando o projeto adiante, tocando em festas, bares e em parceria com outros cantores como Iván González, Maná e Midi. O nome Jotdog, de acordo com Barracuda em uma entrevista, surgiu pois a dupla queria que fosse um nome que soasse bastante pop. Para eles, o hot dog, tinha a ver bastante com a arte pop de Andy Warhol, em que se transforma algo da cultura geral em arte. Sendo assim, a dupla pegou o nome "Hotdog", e mudou para "Jotdog".

## Carreira

### 2009–10:Jotdog
O primeiro álbum da banda foi lançado em 19 de Setembro de 2009, contendo onze faixas. Todas elas falam sobre amores não correspondidos e vários tipos de relações amorosas. Neste álbum, a banda incorporou o synthpop e elementos dos anos 80. Foram lançados três singles: "Hasta Contar a Mil", "Resistir" e "Las Pequeñas Cosas", os quais foram bem recebidas pelo público e crítica. O álbum também recebeu uma indicação ao Grammy Latino na categoria "Melhor Álbum Vocal Pop em Dupla ou Grupo", assim como ao Prêmio Oye! pela mesma categoria. Em Junho de 2010, o álbum foi relançado juntamente com um DVD, contendo vários extras. Em Agosto de 2010, o integrante Alejandro "Midi" Ortega, resolveu sair do grupo por ter compromissos paralelos com um outro grupo musical.

### 2011–13:Turista del Amor
O segundo álbum do grupo, Turista del Amor, foi lançado em 17 de Janeiro de 2012. Turista del Amor, assim como o primeiro álbum, continuou com influências eletrônicas, mas de acordo com Amaro em uma entrevista para a revista People en Español, foram incluídos elementos orgânicos como o piano e guitarra acústica. O primeiro single do álbum foi "Lluvia de Estrellas", lançado em 27 de Setembro de 2011. Turista del Amor também recebeu uma indicação ao Grammy Latino, na categoria "Melhor Álbum Pop/Rock", mas perdeu para o álbum Porfiado da banda uruguaia El Cuarteto de Nos.

### 2014–16:Universos Paralelos
O terceiro álbum foi anunciado pela dupla em 1 de Dezembro de 2014. De acordo com Amaro, o álbum se chamaria Universos Paralelos e já estava em fase final de produção, sendo lançado nos primeiros meses de 2015. O primeiro e único single do álbum foi lançado em 9 de Julho de 2015, chamado "Celebración". Universos Paralelos foi lançado em 6 de Novembro de 2015, somente em download digital pela iTunes Store, assim como no canal oficial da banda no YouTube. Diferente dos álbuns anteriores, em Universos Paralelos a banda contou com a participação dos artistas Ale Sergi e Liquits nas faixas "Engrapar" e "Ando Lonely", respectivamente. O single "Celebración" foi indicado ao Grammy Latino na categoria "Melhor Canção de Rock".

### 2017–presente: Novo single e produção independente
Em Março de 2017, Jotdog lançou um novo single chamado "Compartamos Tumbas". De acordo com a dupla, o single representa uma nova etapa em suas carreiras, pois deixaram de pertencer a uma gravadora para começar como artistas independentes.

## Discografia
- Jotdog (2009)
- Turista del Amor (2011)
- Universos Paralelos (2015)

## Prêmios e indicações
| Ano  | Prêmio                        | Categoria                                    | Recipiente/Trabalho indicado | Resultado | Ref.   |
| ---- | ----------------------------- | -------------------------------------------- | ---------------------------- | --------- | ------ |
| 2009 | Los Premios MTV Latinoamérica | Melhor Revelação – Norte                     | Jotdog                       | Indicado  | [ 8 ]  |
| 2010 | Prêmio Oye!                   | Melhor Revelação                             | Jotdog                       | Venceu    | [ 9 ]  |
| 2010 | Prêmio Oye!                   | Melhor Álbum Pop de Dupla/Grupo              | Jotdog                       | Indicado  | [ 10 ] |
| 2010 | Grammy Latino                 | Melhor Artista Revelação                     | Jotdog                       | Indicado  | [ 11 ] |
| 2010 | Grammy Latino                 | Melhor Álbum Vocal de Rock de Dupla ou Grupo | Jotdog                       | Indicado  | [ 11 ] |
| 2010 | Prêmio Telehit                | Melhor Revelação                             | Jotdog                       | Venceu    | [ 12 ] |
| 2011 | Prêmio Lo Nuestro             | Melhor Clipe                                 | "Hasta Contar a Mil"         | Indicado  | [ 13 ] |
| 2012 | Prêmio Oye!                   | Melhor Grupo Pop                             | Jotdog                       | Indicado  | [ 14 ] |
| 2012 | Grammy Latino                 | Melhor Álbum Pop/Rock                        | Turista del Amor             | Indicado  | [ 15 ] |
| 2013 | Grammy Latino                 | Melhor Clipe                                 | "Corazón de Metal"           | Indicado  | [ 16 ] |
| 2015 | Grammy Latino                 | Melhor Canção de Rock                        | "Celebración"                | Indicado  | [ 17 ] |